# Sergej Pototskij
Sergej Nikolajevitj Pototskij (russisk: Сергей Николаевич Потоцкий; født 13. september 1877 i Sankt Petersborg – 7. januar 1954 i København) var en russisk officer og diplomat.

## Biografi
Sergej Pototskij var officer i den russiske hær. Han var af russisk adelsslægt og blev uddannet ved det eksklusive Kejserlige Pagekorps i Sankt Petersborg (1887-1896). I 1896 blev han udnævnt til løjtnant og gjorde herefter tjeneste ved Livgardeartilleriet. I 1903 fik han tjeneste ved Generalstaben og udførte forskelligt stabsarbejde og efterretningsarbejde frem til 1914, hvor han blev udnævnt militærattaché ved den russiske ambassade i Belgien og Holland. Som attaché udførte han forskelligt efterretningsarbejde. I 1917 blev han udnævnt til militærattaché ved den russiske ambassade i Danmark.
Efter den russiske revolution i 1917 vedblev han at arbejde for den eksilerede Hvide hær under den russiske borgerkrig frem til 1922. I Danmark arbejdede han blandt andet med hjælp til russiske krigsfanger i Horserød- og Haldlejrene i 1918-19, han var også involveret i udsendelsen af et frivilligt dansk korps til borgerkrigen i Nordrusland. I sit eksil i Danmark var han aktiv i det russiske eksil-miljø blandt andet som formand for Unionen af Russiske Officerer og som repræsentant for russisk Røde Kors. Han var også tilknyttet enkekejserinde Dagmars hof i Danmark. Han blev boende i Danmark til sin død i 1954. Han var gift med Sofia Nikolajevna Pototskaja, f. von Korff.